# Rhododendron preptum
Rhododendron preptum är en ljungväxtart som beskrevs av Isaac Bayley Balfour och Forrest. Rhododendron preptum ingår i släktet rododendron, och familjen ljungväxter. Inga underarter finns listade i Catalogue of Life.